# PR (복잡도)
PR은 모든 원시 재귀 함수를 모은 복잡도 종류이다. 동치인 정의로, 단순한 자기 참조 함수로 판정할 수 있는 모든 형식 언어의 집합이라고 할 수도 있다. 단순한 자기 참조 함수에는 덧셈, 곱셈, 거듭제곱, 반복된 거듭제곱 따위가 들어 있다.
아커만 함수는 자기 참조 함수이지만 단순하지는 않은 함수이다. 이런 함수가 있다는 것은 PR이 R의 진부분집합임을 뜻한다.
PR에 속한 함수는 명시적으로 나열할 수 있지만, R에 속한 함수는 그렇게 할 수 없다. 만약 할 수 있다면 정지 문제가 판정 가능이 될 것이기 때문이다. 이것은 PR이 "구문" 복잡도 종류이고, R은 "의미" 복잡도 종류임을 뜻한다.
단순한 자기 호출 함수를 쓰면 어떠한 순환 열거 집합도 "나열"할 수 있다. 이것은 이런 관점에서 볼 때 하는 말이다. M이 튜링 기계이고, k가 정수라 하자. 입력 (M, k)가 주어질 때, M이 k 단계 안에 멈추면 출력은 M이고, 멈추지 않으면 출력은 없다. 그러면 모든 가능한 입력 (M, k)에 대한 출력의 합집합은 멈춘 M의 집합과 정확히 같다.
PR은 ELEMENTARY를 포함한다. (같지는 않다.)

## 참고 사항
1. ↑  순환 열거 집합과 관련한 복잡도 종류는 RE이다.

## 같이 보기
- 원시 재귀 함수
- R (복잡도)